# Neaspilota reticulata
Neaspilota reticulata es una especie de insecto del género Neaspilota de la familia Tephritidae del orden Diptera.

## Historia
Allen L.Norrbom y Foote la describieron científicamente por primera vez en el año 2000.